# ジャイプル (オリッサ州)

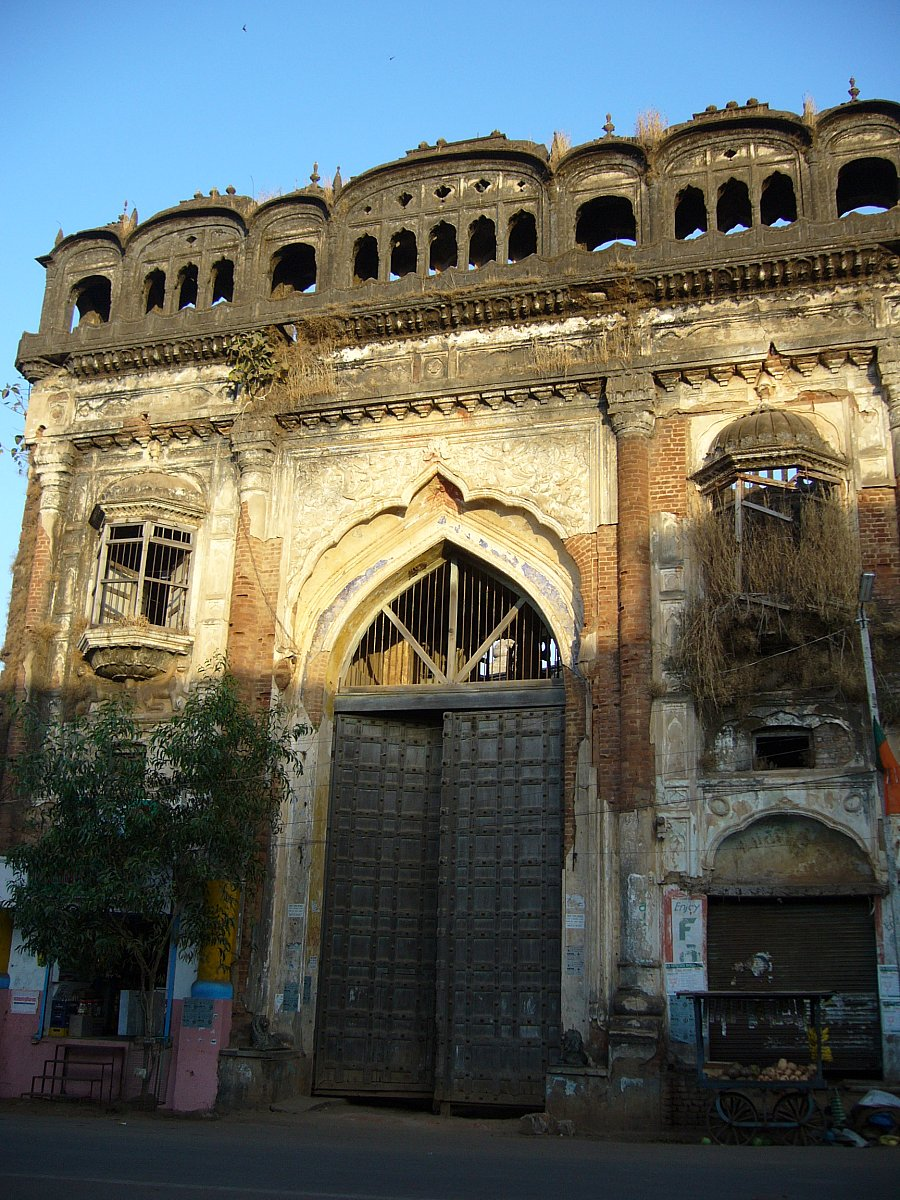
ラージャ・マハル

ジャイプル（オリヤー語：ଜୟପୁର、Jeypore）は、インドのオリッサ州、コーラープト県の都市。

## 歴史

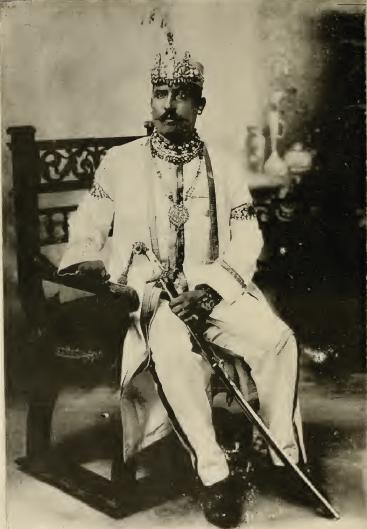
ヴィクラム・デーオ4世

ジャイプルは古くからザミーンダールの一族によって支配された。
イギリスとフランスが派遣を争っていた際にも、ヴィクラム・デーオ1世、ラーマチャンドラ・デーオ2世などの領主によって支配は維持された。
1951年にヴィクラム・デーオ5世が死亡したとき、1952年にその領地はオリッサ州政府に接収された。

## 地理
ジャイプルは北緯18度51分 東経82度35分 / 北緯18.85度 東経82.58度に位置している。